# Knut der Große

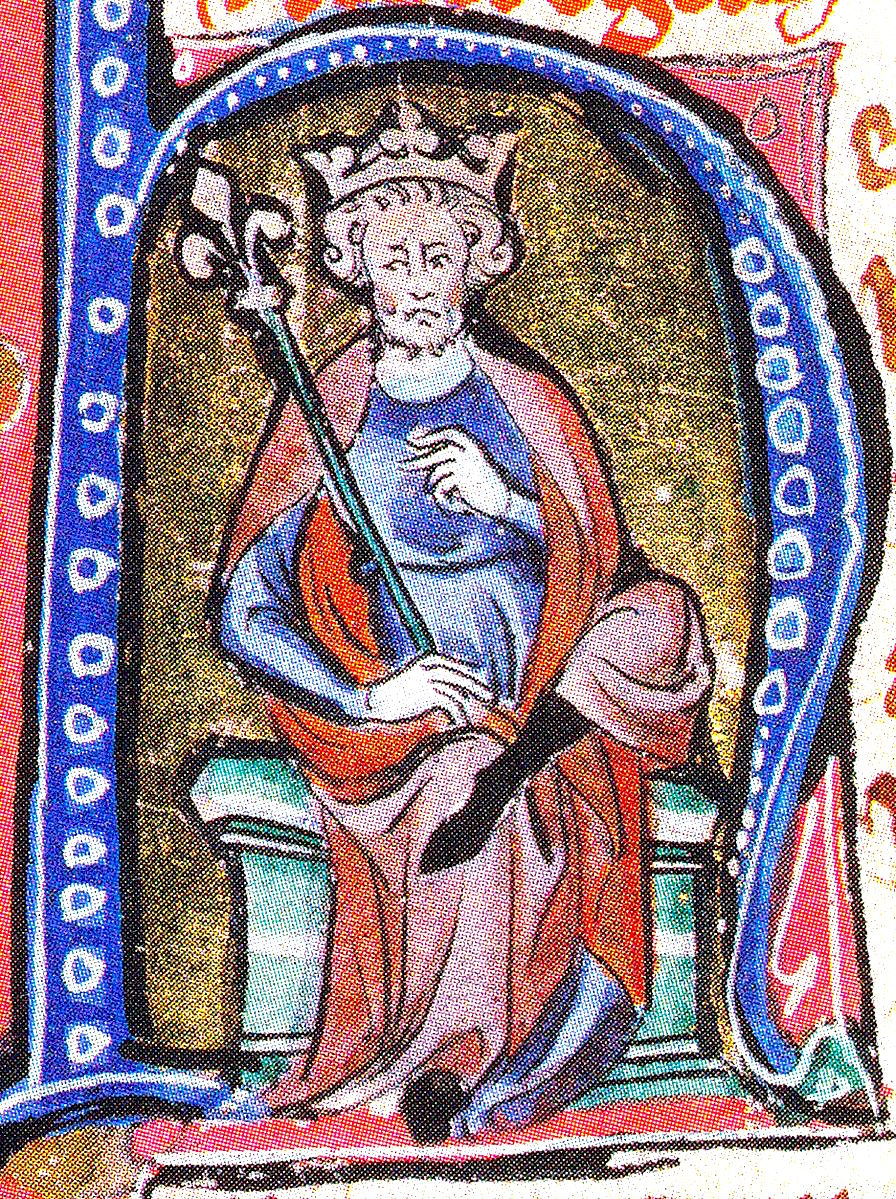
Knut der Große, Illustration aus einer mittelalterlichen Handschrift.

Knut der Große (dänisch Knud den Store, englisch Canute the Great; * etwa 995; † 12. November 1035 in Shaftesbury) war im 11. Jahrhundert Herrscher über ein nordisches Großreich, das England, Dänemark, Norwegen und Südschweden umfasste. Er war König von England (1016 bis 1035), König von Dänemark (1019 bis 1035) und König von Norwegen (1028–1035).

## Leben

### Herkunft
Knut entstammte der Jelling-Dynastie, die seit dem 10. Jahrhundert die dänischen Herrscher stellte. Er war der zweite Sohn des Königs Sven Gabelbart und vermutlich der Świętosława – in skandinavischen Quellen Gunhild genannt –, einer Tochter des polnischen Herzogs Mieszko I.

### Eroberung Englands

Das anglo-skandinavische Reich Knuts des Großen (1014–1035)

Englische Earldoms um 1025

Im Jahr 1013 nahm er an der Invasion Englands durch seinen Vater Sven teil und wurde von diesem als Befehlshaber der Flotte in Gainsborough zurückgelassen. Als Sven Anfang 1014 starb, wurde Knut dessen Nachfolger in England. Da der englische Witan seine Ansprüche auf den englischen Thron nicht anerkannte und seinen früheren König Æthelred zurückrief, zog er sich nach Dänemark zurück. Im Sommer 1015 kehrte er mit einer großen Invasionsstreitmacht nach England zurück, mit der er in South Gloucestershire an Land ging und in Wessex einfiel. Im Winter zog er über die Themse und durch Mercia nach Norden, besetzte Northumbria und ließ den dortigen Earl Uhtred umbringen. Im Frühjahr 1016 zog er zurück nach Süden, um London mit Unterstützung seiner Flotte anzugreifen, wo nach Æthelreds Tod Edmund Ironside regierte. Edmund gelang der Ausbruch aus dem belagerten London, jedoch wurde er Ende 1016 in der Schlacht von Assandun bei Ashingdon in Essex von Knut besiegt und erkannte danach Knuts Herrschaft über England mit Ausnahme von Wessex an. Nach Edmunds Tod im November wurde auch diese Einschränkung hinfällig, und Knut wurde zu Weihnachten als König Englands gekrönt.
1017 heiratete er die Witwe Æthelreds Emma von der Normandie, um seinen Anspruch auf England zu festigen. Im selben Jahr teilte er sein Herrschaftsgebiet in die Grafschaften Wessex, Mercia, Northumbria und East Anglia auf. Als Earls setzte er Erik Håkonsson in Northumbria, Torkjell Høge in East Anglia, Leofric in Mercia und Godwin in Wessex ein. 1018 erhob er das letzte Danegeld.
Im Frühjahr 1020 bekundete Knut seinen Willen, in England gemeinsam mit der katholischen Kirche regieren zu wollen. Die in der ältesten dänischen Königsurkunde verfasste Absicht unterstützte der König durch die Förderung der kirchlichen Bauten in England. Zugleich veranlasste er, dass englische Priester nach Dänemark kamen, um dadurch den Zusammenhalt festigen zu können.

### Dänischer König
Nach dem Tod seines älteren Bruders Harald II. wurde er 1019 König von Dänemark, wo er seinen Schwager Ulf Jarl als seinen Stellvertreter einsetzte. Dem Versuch von Anund Jakob von Schweden und Olav II. Haraldsson von Norwegen, ihm Dänemark zu entreißen, bereitete er 1025/26 in der Schlacht an der Helgeå in Schweden ein Ende. Seinen Schwager, den er der Kollaboration mit deren Plänen verdächtigte, ließ er umbringen. 1025 wurde Knuts Tochter Gunhild dem Sohn Konrads II. und zukünftigen Kaiser Heinrich III. versprochen. (Die Hochzeit der beiden fand 1036 statt, Gunhild starb aber schon 1038.) Offenbar wurde Knut im Gegenzug als Herrscher über Sydjylland anerkannt. Am 26. März 1027 wohnte er der Kaiserkrönung Konrads in Rom bei. 1028 eroberte er Norwegen. Der Versuch des entthronten Königs Olav, die Herrschaft zurückzuerlangen, scheiterte 1030 in der Schlacht von Stiklestad. Jedoch konnte sich auch Knuts Sohn Sven Alfivason in Norwegen nicht durchsetzen, wo Olavs Sohn Magnus ab 1035 wieder die Macht übernahm (bis 1047). Knut unternahm anscheinend 1034 auch den Versuch, sich Schottland anzueignen, wobei ihm aber kein anhaltender Erfolg beschieden war.

### Tod und Nachfolge
Knut starb am 12. November 1035 in Shaftesbury und wurde im Alten Münster von Winchester begraben. An dieser Stelle ließ Wilhelm der Eroberer später die Kathedrale von Winchester errichten.
- Nach seinem Tode fiel England zunächst an seine Söhne Harald (bis 1040) und Hardiknut (bis 1042), dann an seinen Stiefsohn Eduard den Bekenner (bis 1066).

- Norwegen fiel nicht planmäßig an Knuts Sohn Sven, der auch Schottland verlor, sondern zurück an Magnus (bis 1047).

- In Dänemark herrschte zunächst Hardiknut, dem Magnus und danach schließlich Knuts Neffe Sven Estridsson (bis 1076) folgten, der die Dynastie der Estriden begründete und gegen Magnus’ Onkel Harald Hardråde (bis 1066) kämpfte. Dieser wiederum fiel im Kampf um England.

## Ehe und Nachkommen
Knuts erste Frau bzw. Nebenfrau war Ælfgifu von Northampton (um 995–1040). Sie gebar zwei Söhne:
- Sven Alfivason (um 1016–1036), Jarl von Norwegen 1029–1035
- Harald Harefod (um 1016–1040), König von England 1037–1040

Aus der Ehe mit Emma von der Normandie (um 987–1052), Witwe Æthelreds, die er 1017 heiratete, gingen hervor:
- Hardiknut (um 1018–1042), König von Dänemark 1035–1042, König von England 1035–1037 und 1040–1042
- Gunhild (um 1019–1038) ⚭ 1036 Heinrich, Sohn von Konrad II.

Seine Stiefkinder aus letzterer Ehe waren:
- Alfred Ætheling (um 1003–um 1036)
- Eduard der Bekenner (um 1004–1066), König von England 1042–1066
- Guda († vor 1056)

Knuts bzw. Hardiknuts Nachfolger als König von Dänemark wurde 1047 schließlich Knuts Neffe Sven Estridsson, Sohn von Knuts Schwester Estrid Svendsdatter.

## Legende
Knut der Große wird im englischen Sprachraum heute vor allem mit der Legende verbunden, er habe vergeblich die Flut aufhalten wollen. Sie geht zurück auf eine Geschichte von Heinrich von Huntingdon aus dem 12. Jahrhundert. Darin sitzt Knut auf einem Thron am Strand und befiehlt der Flut, nicht weiter anzusteigen und weder seine Schuhe noch Kleidung nasszumachen. Nichtsdestoweniger umspült die Flut seine Füße und Beine ohne Rücksicht auf seine königliche Person. Er lässt sich von der Flut überspülen, um gegenüber seinen Höflingen auf die Machtlosigkeit auch eines großen Königs gegenüber den Kräften Gottes und seiner Schöpfung hinzuweisen. In vielen späteren Interpretationen dagegen wird Knuts Versuch als Größenwahn dargestellt und wird sprichwörtlich für vergebliche Unterfangen verwendet.